# Xã Orwell, Quận Bradford, Pennsylvania
Xã Orwell (tiếng Anh: Orwell Township) là một xã thuộc quận Bradford, tiểu bang Pennsylvania, Hoa Kỳ. Năm 2010, dân số của xã này là 1.159 người.